# 历史轴
歷史軸（法語：Axe historique）是法國首都巴黎一条从市中心向西延伸的都市軸線，包括一系列的古迹、建筑物及街道，也被称为凯旋之道（Voie Triomphale）。

## 历史
历史轴开始于17世纪香榭丽舍大街的开辟，向西延伸了杜伊勒里宫花园的中心轴线。杜伊勒里宫已经在1871年被巴黎公社焚毁，残留到今天的杜伊勒里花園，保留了宽阔的中央通道。
介于杜伊勒里花园和香榭丽舍大街之间的是协和广场，广场开辟于路易十五统治时期，最初也是以他命名，当时建成的建筑物仍然环绕在广场周围。然后花园轴可以通过一个开放的大通道进入新的皇家广场。
在东侧，杜伊勒利宫面临一个开放的广场：卡鲁索广场（Place du Carrousel）。那里的中心是拿破仑下令建造的卡鲁索凯旋门。从卢浮宫的庭院延伸的较老的轴线与历史轴的其余部分略有偏斜，但是被位于节点的卡鲁索凯旋门加以掩盖。 
在西侧，香榭丽舍大街西端的星形广场，1836年完成了巴黎凯旋门，构成透视线的远点，现在透视线开始于卢浮宫博物馆的拿破仑庭院内的路易十四骑马雕像和贝聿铭的卢浮宫金字塔。  
历史轴沿着大军团大街再次向西延伸，通过巴黎的城市边界到达拉德芳斯。这原本是一个巨大的路口，得名于纪念普法战争中保卫巴黎的雕像。
在1950年代，拉德方斯周围地区被选定为新的商务区，沿着大街兴建高层办公楼。轴线再次延长，现代广场的西端兴建了雄心勃勃的工程。
直到20世纪80年代，弗朗索瓦·密特朗总统时期，开始了一项工程，凯旋门的20世纪现代版本。这是丹麦建筑师约翰·奥托·凡·斯普雷克尔森（Johann Otto von Spreckelsen）的作品， 拉德芳斯区新凯旋门（也简称为大拱门），这是一座人性和人道主义理想的纪念碑，而不是军国主义胜利的纪念碑。它揭幕于1990年。铁路网和公路隧道位于抬高的拉德芳斯广场下方。从拉德芳斯区新凯旋门顶部，还可以看到第二条轴线：蒙帕纳斯大楼精确地位于艾菲尔铁塔的后面。阻止区的支柱支持拱被完全符合轴：这是稍有脱节，弯曲轴线应当进一步扩大到西方。
塞纳河-凯旋门工程是历史轴的向西延伸，穿过南泰尔市，但略有弯曲。 

## 画廊

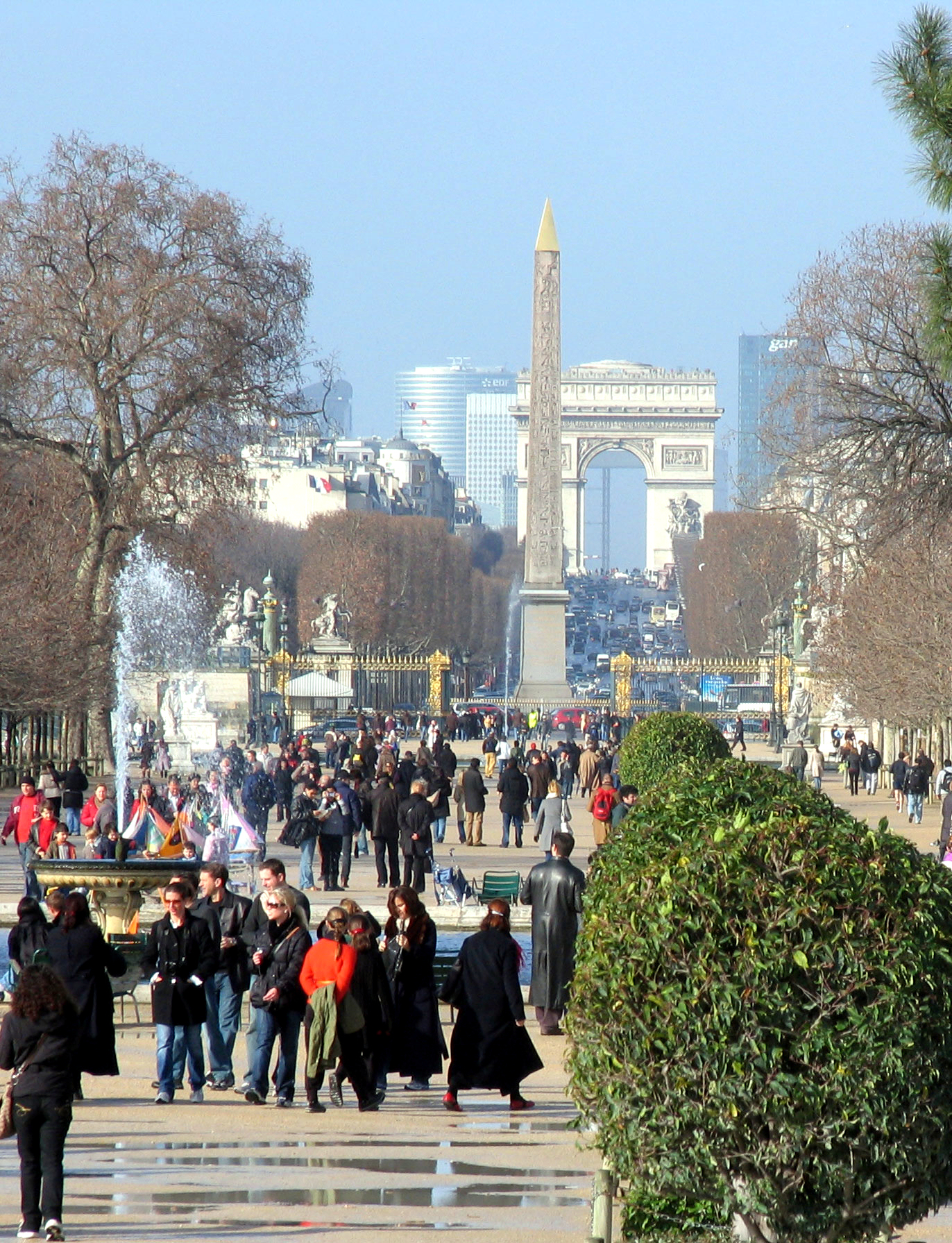
从杜伊勒里花园看历史轴
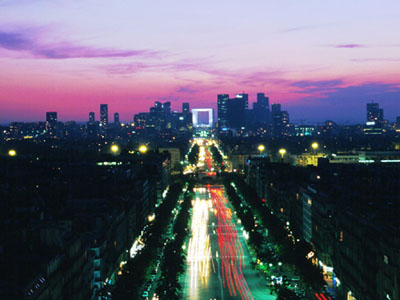
从凯旋门看拉德芳斯区新凯旋门
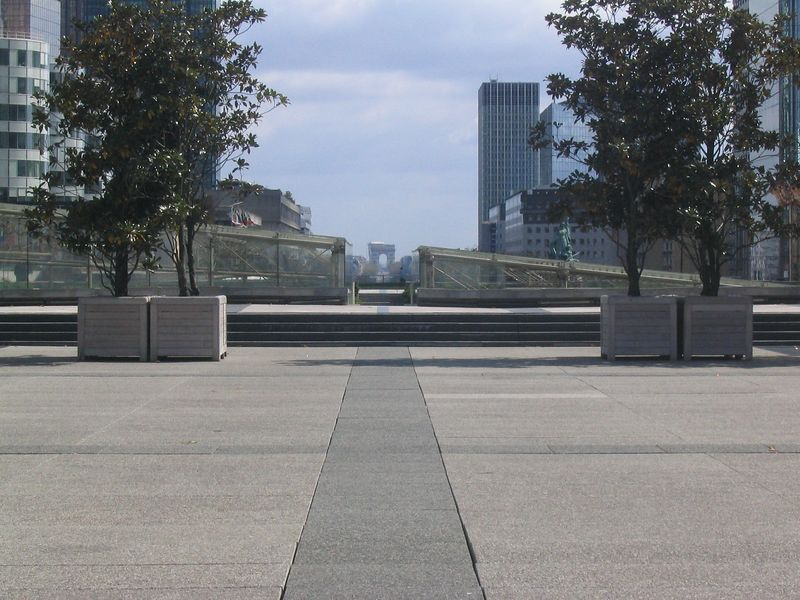
凯旋门距离拉德芳斯5公里远，
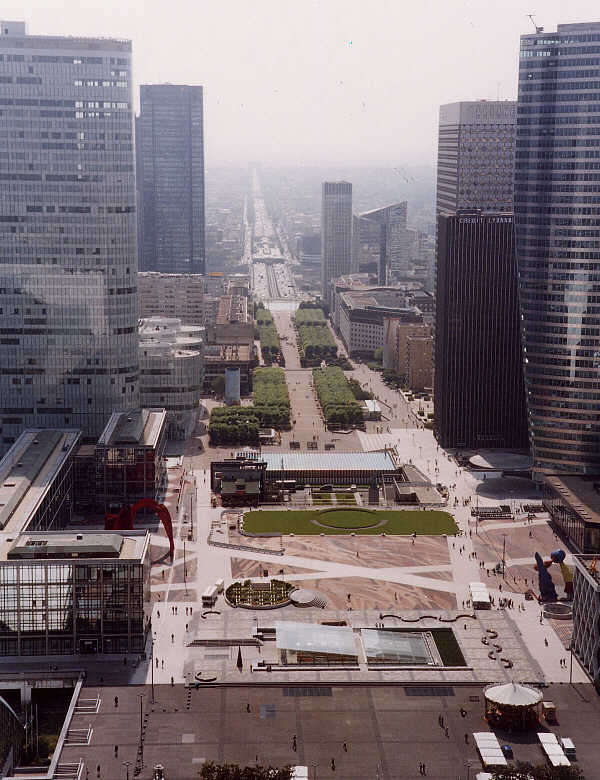
从拉德芳斯区新凯旋门顶部看历史轴